# Осока островидная
Осо́ка острови́дная (лат. Carex acutiformis) — многолетнее травянистое растение, вид рода Осока (Carex) семейства Осоковые (Cyperaceae).

## Ботаническое описание
Растения с ползучими корневищами.
Верхние 2—3(4) колоска тычиночные, остальные 2—3(4) пестичные, цилиндрические, многоцветковые, густые, почти сидячие или нижний иногда на короткой (обычно до 1,5 см) ножке. Чешуи пестичных колосков с короткой осью. Мешочки сжато-трёхгранные, уплощённые, тонкокожистые, серовато-зелёные, матовые, покрытые мелкими сосочками, с жилками, с коротким, слабо выемчатым носиком. Рылец 3. Кроющие листья без влагалища, нижний превышает соцветие.
Число хромосом 2n=78 (Dietrich, 1964, 1972; Тодераш, 1977)
Вид описан из Германии.

## Распространение
Европа; Европейская часть России: все районы, кроме Арктического и Двино-Печорского, в Карело-Мурманском юг Карелии; Беларусь; Украина; Молдова; Кавказ; Западная Сибирь: крайний юг бассейна Оби, верховья Тобола, бассейн Иртыша; Восточная Сибирь: озеро Белое в бассейне реки Чулым и деревня Большая Иня в окрестностях Минусинска; Западная Азия: от Турции до западного Пакистана; Средняя Азия: север Арало-Каспийского района, Прибалхашье, бассейн Сыр-Дарьи, Северный и Западный Тянь-Шань, окрестности Самарканда и Душанбе, бассейн реки Туполанг, низкогорья Южного Таджикистана; Центральная Азия: Восточный Тянь-Шань; Южная Азия: Гималаи; Северная Америка (заносное); Северная и Южная (заносное) Африка.
Растёт по берегам водоёмов, на травяно-осоковых болотах, болотистых лугах; от равнин до нижнего пояса гор.